# Tuen Mun

Vista panorâmica de Tuen Mun ao crepúsculo, Jul 2013

Tuen Mun ou Castle Peak é uma cidade satélite perto da foz do rio Tuen Mun e da baía de Castle Peak nos novos territórios de Hong Kong. Foi uma das povoações do que é hoje Hong Kong e datado ao período neolítico. No passado mais recente, era o lar de muitos pescadores de Tanka que operavam em Castle Peak Bay.  Tuen Mun é hoje uma área moderna, residencial, no noroeste dos Novos Territórios. Em 2021, 506 879 pessoas viviam em Tuen Mun e mais de 95,3% eram chineses.

## História

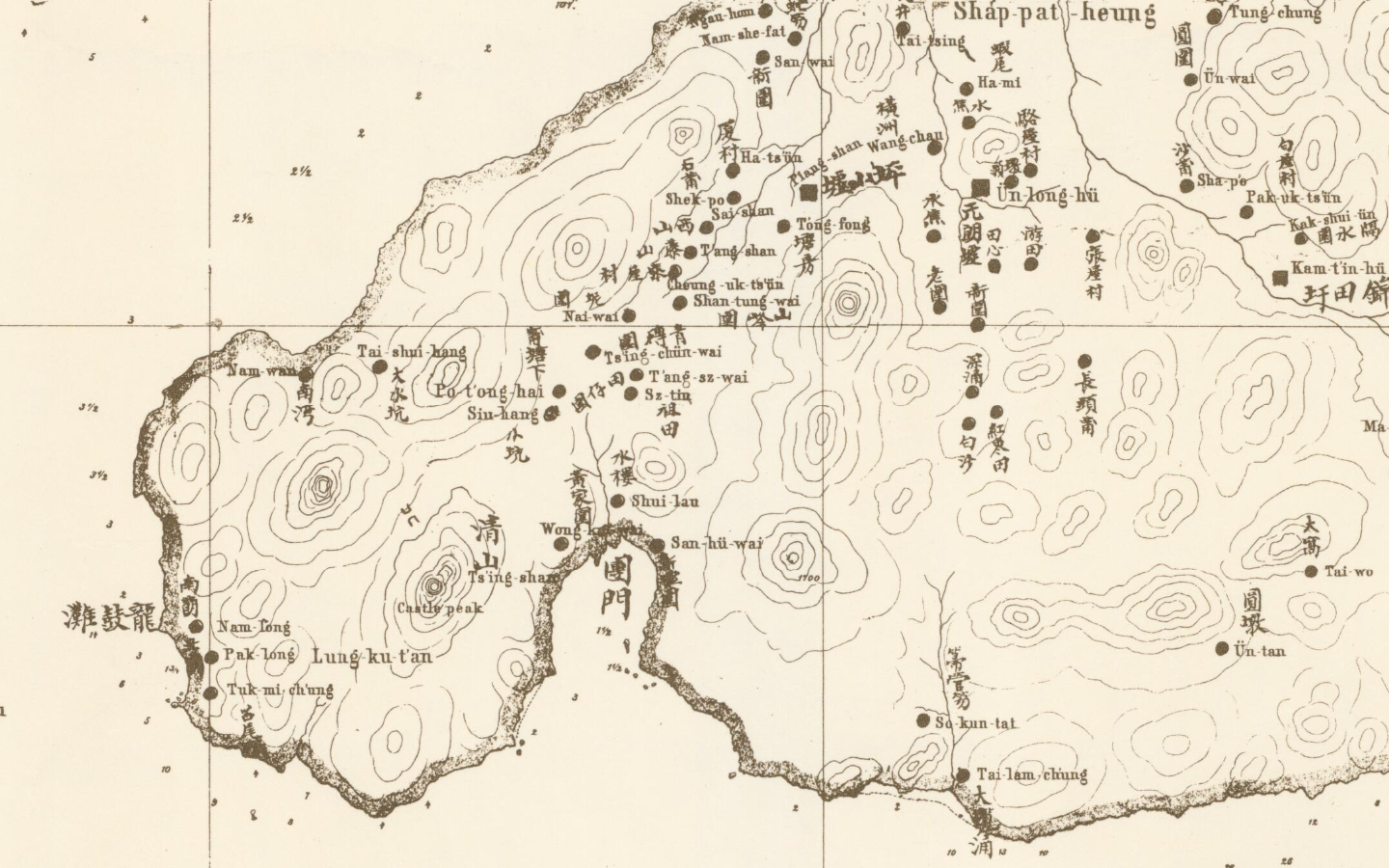
Detalhe do "Mapa distrital de San-On" de 1866, mostrando Tuen Mun.

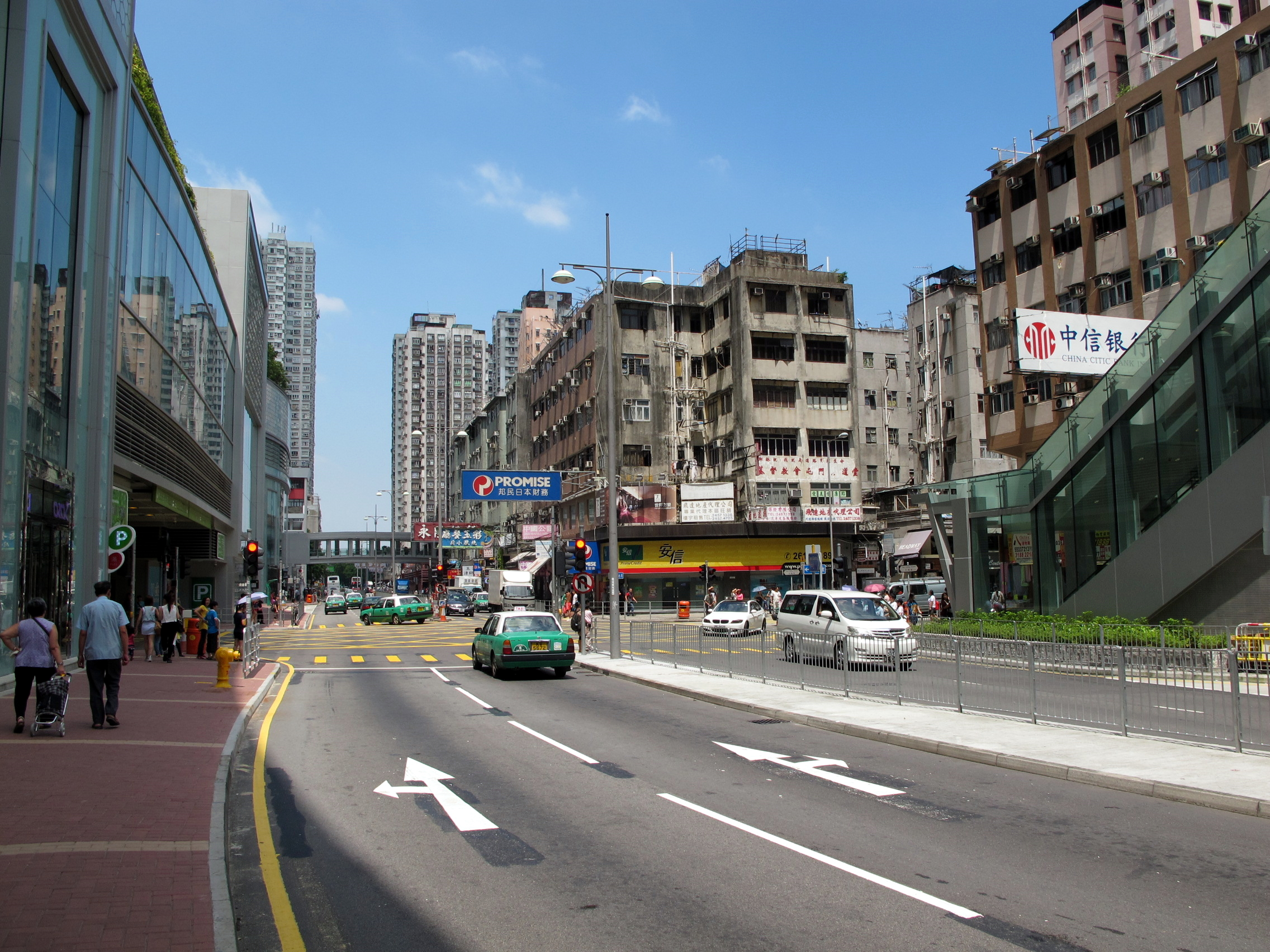
Edifícios antigos em San Hui

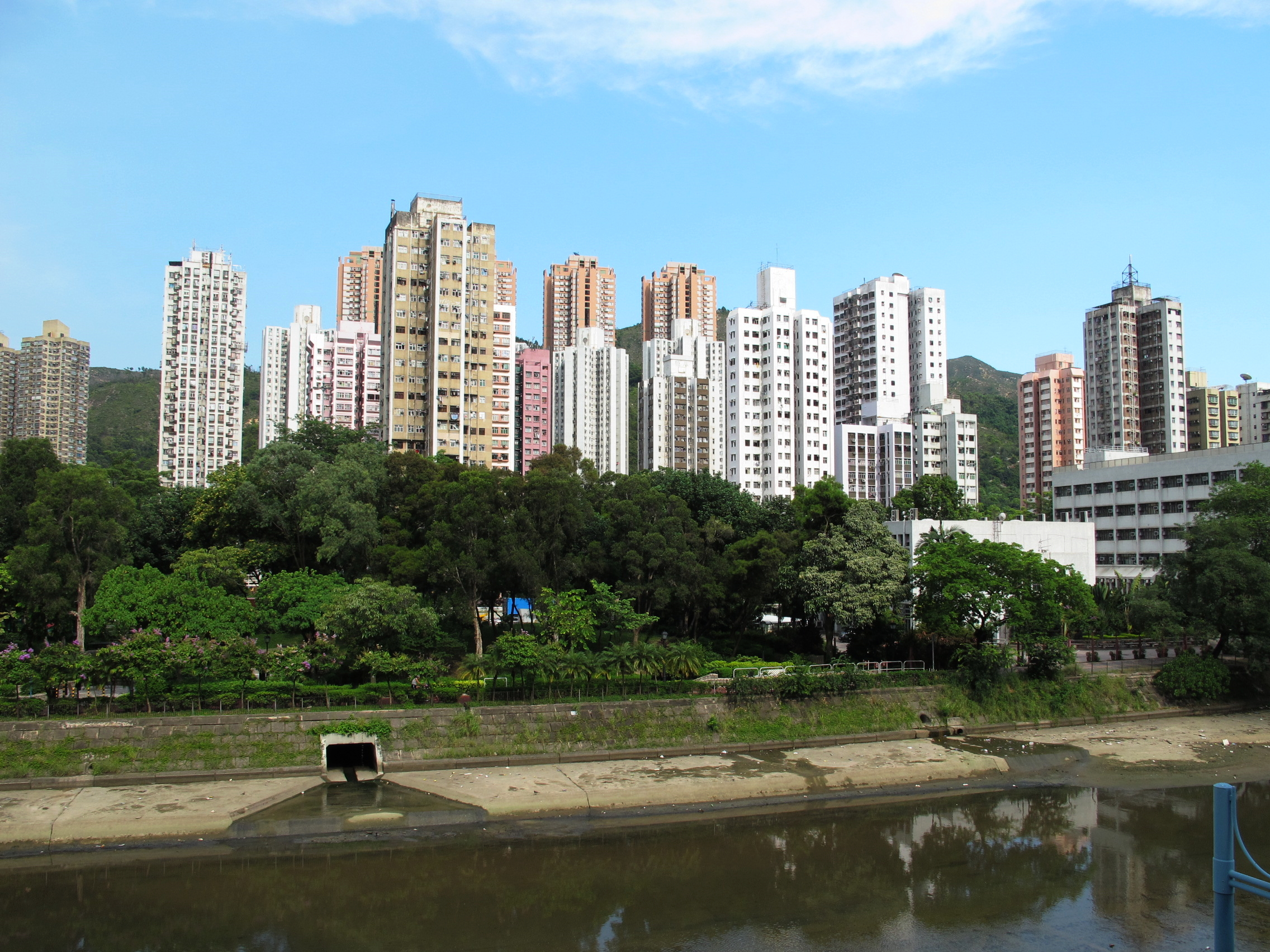
Residências na Ponte Vermelha

Durante a dinastia Tang (618 – 907), uma cidade marítima, Tuen Mun Tsan ( 屯門鎮 ) foi estabelecida em Nantou, em Deep Bay . Tuen Mun e o resto de Hong Kong estavam sob a sua proteção. 
"Castle Peak New Town" foi planeado em 1965. Mudou de nome para Tuen Mun New Town e foi construída a partir de 1970, com muitos edifícios nas terras recuperadas da antiga Baía de Castle Peak. O nome reverteu oficialmente para Tuen Mun em 1972.  O primeiro conjunto habitacional público construído na cidade foi o Castle Peak Estate, inaugurado em 1971. 

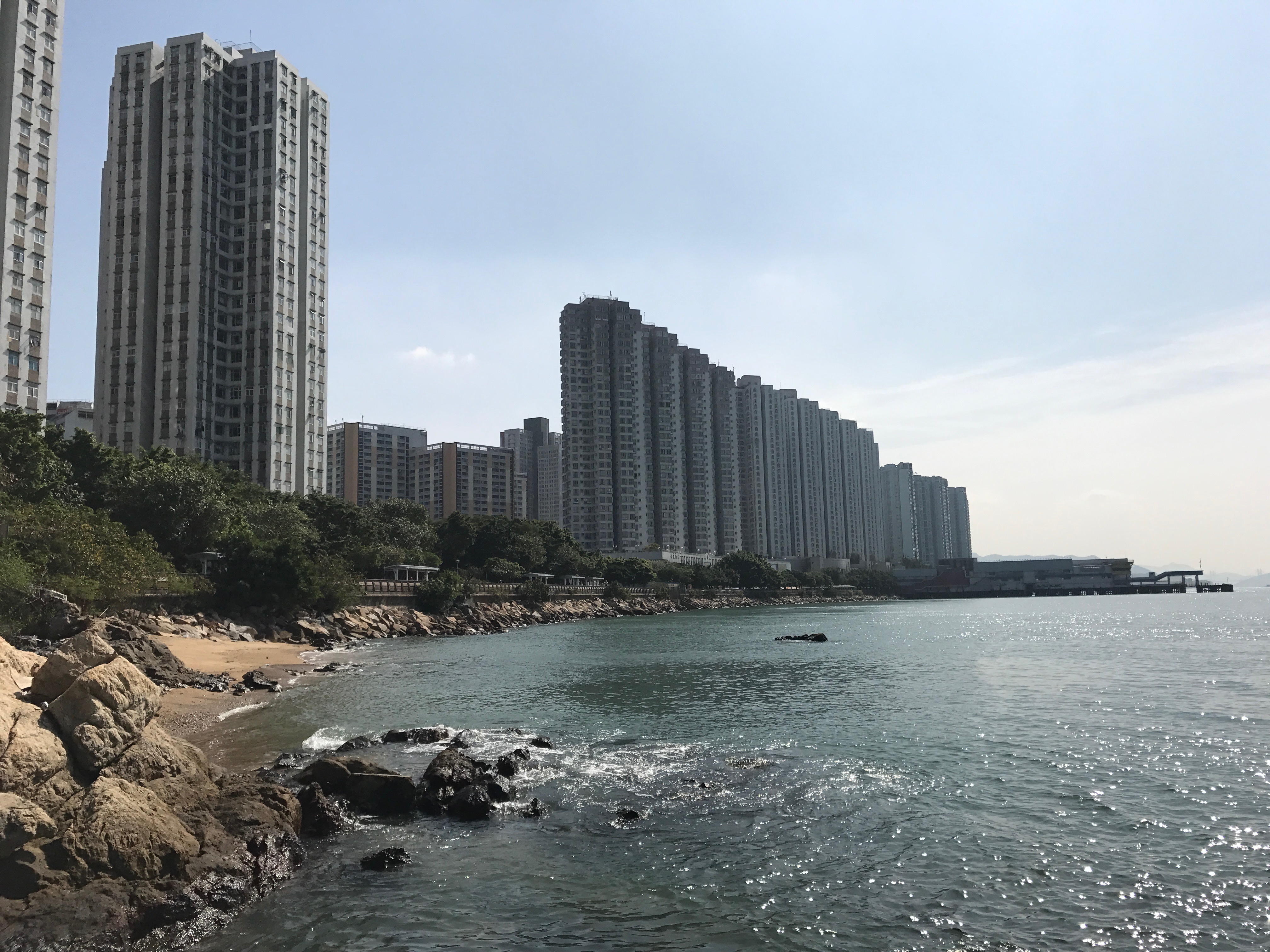
O Butterfly Bay Park é o maior parque à beira-mar do NT.

## Geografia
Tuen Mun está localizado no oeste dos Novos Territórios de Hong Kong. É circundado por duas montanhas, Castle Peak (583m) a Oeste e Kau Keng Shan (507m) a Este. 

## Utilidades públicas
As maiores instalações de geração de eletricidade de Hong Kong, a Central Elétrica Castle Peak (Estação A e B) e a Central Elétrica Black Point (Estação C), localizam-se  no oeste de Tuen Mun. 

## Educação
Tuen Mun possui 36 escolas primárias e 38 secundárias. Existem três instituições de ensino superior, incluindo a Universidade de Lingnan, o Instituto de Educação Profissional de Hong Kong (IVE) e a Faculdade de Ensino Superior Chu Hai . 

## Transporte

### Comboio Leve

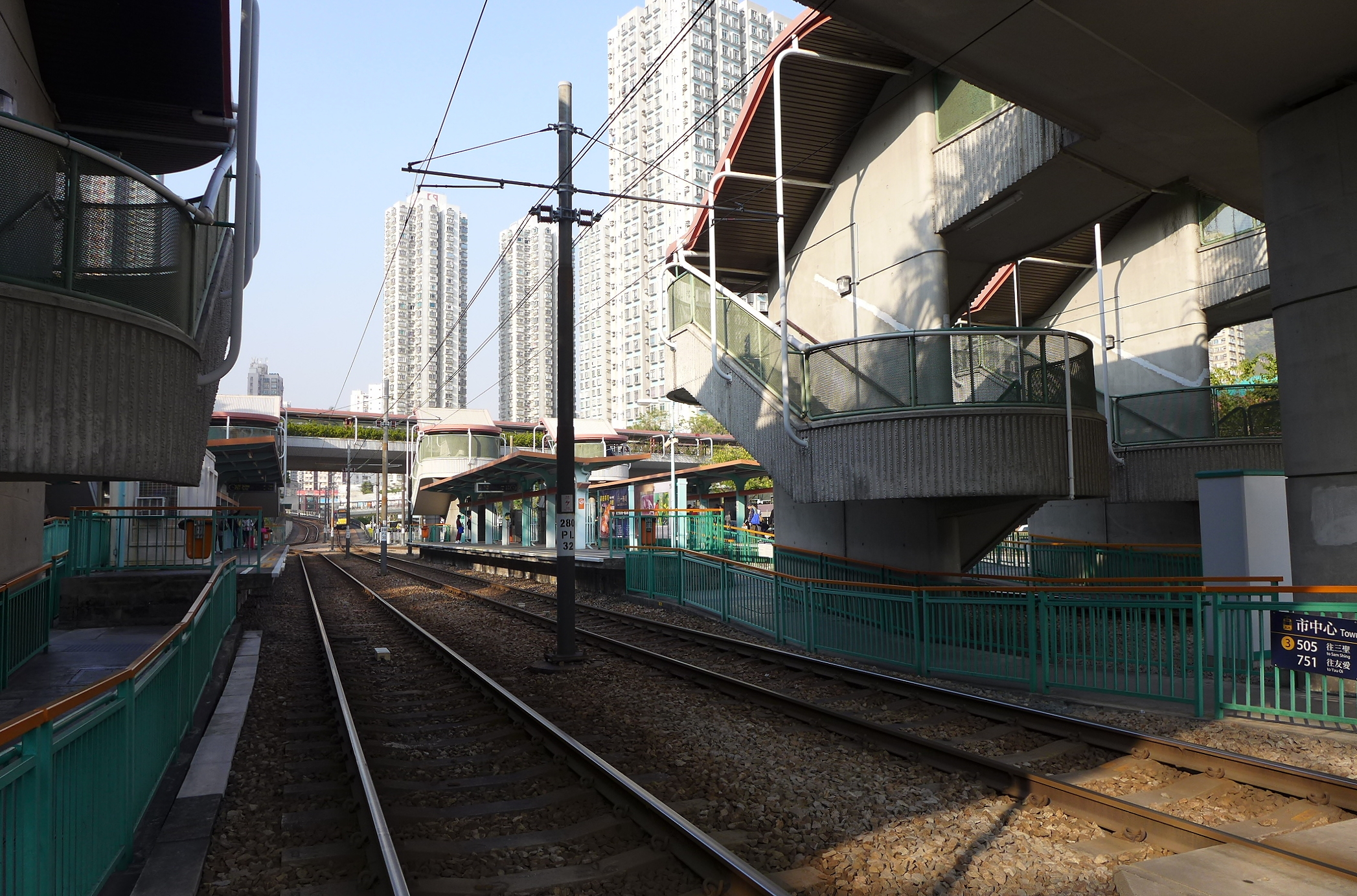
Estação LRT Town Center

Tuen Mun é servido por zonas 1-3 pelo MTR Comboio Leve  (zonas 4, 5, 5a são em Yuen Long e Tin Shui Wai ), a fase inicial do que foi concluído e operacional em 18 de Setembro de 1988. O governo decidiu que os centros e os subúrbios seriam ligados apenas por um sistema de transporte ferroviário leve (LRT), enquanto os autocarros alimentados pela Kowloon-Canton Railway Corporation (adquirida pela MTR em 2007) ligariam locais remotos à rede, substituindo os serviços equivalentes do Kowloon Motor Bus, quando aplicável.  

### Barcos
Ferry boats pouco frequentes operam no cais público, 15 minutos a pé do Cais de Tuen Mun. 
A cidade também é servida pelos serviços de ferry do Novo Mundo para Tung Chung (interrompida em 2008 e substituída pelos serviços da Fortune Ferry Tuen Mun - Tung Chung - Sha Lo Wan - Tai O ). Em 28 Janeiro de 2016, a TurboJET lançou novos serviços de travessia inter-fronteiras entre Tuen Mun, Macau e o Aeroporto de Shenzhen (suspensos desde 2019 devido à pandemia da COVID-19).  Todos os serviços partem do cais Tuen Mun Ferry Pier. 